# Barnabe Googe
Barnabe Googe (Alvingham, 11 giugno 1540 – 7 febbraio 1594) è stato un poeta inglese.

## Biografia
Figlio di Robert Googe, funzionario di Lincoln, studiò al Christ's College a Cambridge e al New College di Oxford, ma pare che non si sia mai laureato.
Si trovava in Spagna quando il suo amico Laurence Blundeston dette alla stampa i suoi poemi. Dopo aver avuto il suo consenso, nel 1563 furono stampati Egloghe, Epitaffi e Sonetti.
Si racconta di una curiosa corrispondenza a proposito della sua unione con Mary Darrell poiché il padre era contro questa unione. La "diatriba" si concluse positivamente con l'aiuto di sir William Cecil e Googe poté sposare la donna nel 1564 (o 1565). Googe era prevosto alla corte di Connaught e una ventina di scritti sono ancora conservati tra i documenti dell'ufficio.
Era un ardente protestante e la sua poesia era colorita da spunti religiosi e politici. 
Nella terza egloga, per esempio, deplora sia il decadimento della vecchia nobiltà sia l'aumento dei nuovi ricchi tra l'aristocrazia.